# Lars Poulsen (journalist)
 Der er flere personer med dette navn, se Lars Poulsen.
Lars Poulsen (født 1957) er en dansk journalist, tidligere formand for Dansk Journalistforbund, og siden 2011 prorektor ved Danmarks Medie- og Journalisthøjskole.

## Karriere

### Uddannelse
Lars Poulsen blev uddannet journalist fra Danmarks Journalisthøjskole i 1982. Efterfølgende har han gennemført en Master of Media Management i 2002, en proceslederuddannelse fra Attractor/Rambøll Management i 2009, ligesom han har deltaget i undervisning på INSEAD i Frankrig og Media Management Center i Chicago.

### Job
Randers Amtsavis blev Lars Poulsens første arbejdsplads efter endt uddannelse.  Her arbejdede han fra 1982 til 1986 som journalist og redaktionssekretær.
Poulsen blev i 1986 ansat som konsulent i Dansk Journalistforbund (DJ), og i 1988 blev han valgt som næstformand for forbundet. Han blev valgt som formand for DJ i 1990, hvor han sad indtil april 1999, hvor han valgte at trække sig fra posten, og blev afløst af Mogens Blicher Bjerregård som ny formand. 
Han tog efterfølgende til Berlingske Tidende, hvor han fra 1999 til 2007 var ansat i forskellige lederjob. Fra 2002 blev han medlem af chefredaktionen og forretningsledelsen. 
Fra 2007 til 2011 var Lars Poulsen ansat som chefkonsulent hos DI - Dansk Industri, hvor han arbejdede med at udvikle samarbejdet mellem ledelse, tillidsrepræsentanter og medarbejdere.
Lars Poulsen blev i oktober 2011 ansat som prorektor ved Danmarks Medie- og Journalisthøjskole i Aarhus, hvor han skulle supplere rektor Jens Otto Kjær Hansen i et nyoprettede rektorat på højskolen.